# Anna Hoffmann (sciatrice)
Anna Hoffmann (Madison, 28 marzo 2000) è una saltatrice con gli sci statunitense.

## Biografia
Originaria di Salt Lake City e attiva in gare FIS dal settembre del 2016, la Hoffmann ha esordito ai Campionati mondiali a Oberstdorf 2021, dove si è classificata 10ª nella gara a squadre, e ai Giochi olimpici invernali a Pechino 2022, dove si è piazzata 37ª nel trampolino normale. Non ha debuttato in Coppa del Mondo.